# Грибовский, Адриан Моисеевич
Адриан Моисеевич Грибовский (26 августа 1767, Лубны — 28 января 1834) — доверенное лицо Платона Зубова, кабинет-секретарь Екатерины II в последний год её правления, известный главным образом как автор записок об этом времени. По чинам — подполковник, надворный советник. Владелец усадьбы Щурово на Оке.

## Ранние годы
Родился в Лубнах 26 августа 1767 году. Сын казачьего полкового есаула, по матери происходил из старинного малороссийского дворянского рода Сулим. Овдовев, она постриглась в Белогорский монастырь, где была игуменьей. В 1772 Грибовский вместе с родителями приехал в Москву, где с 1778 по 1782 он учился в Университетской гимназии «на собственном иждивении». В 1782 году перешёл в Московский университет, но на следующий год оставил обучение «для определения к статским делам».
В 1784 в чине губернского секретаря определён в Комиссию нового Уложения. Затем Грибовский занялся переводами, его литературные труды были известны Г. Р. Державину и в декабре 1784 года поэт взял молодого писателя на службу в Петрозаводск, в качестве секретаря Олонецкого приказа общественного призрения, где он был тогда губернатором. 10 января 1785 Сенат утвердил его в этой должности. С 19 июля по 13 сентября 1785 с Державиным объезжал Олонецкую губернию, посетив водопад Кивач, Кемь, Каргополь и другие селения края; вместе с другим секретарём Н. Ф. Эминым вёл «поденную записку». Ловкий Грибовский скоро заслужил полное доверие своего начальника, которое жестоко обманул, исполняя обязанности казначея Приказа общественного призрения проиграв в карты казённые деньги. Державин замял дело, возместив растрату, но репутация Грибовского серьёзно пострадала. Грибовский уволился со службы, получив, однако, при этом чин коллежского секретаря.

## Служба Потёмкину и Зубову
В июне 1786 Грибовский приехал в Санкт-Петербург и поселился в доме О. П. Козодавлева. Попытки Грибовского устроиться на службу в Коммерц-коллегию (через А. Р. Воронцова), а затем в Тамбовское наместничество в качестве директора и преподавателя народных училищ или секретаря наместничества (через Державина) оказались безуспешными. Лишь в конце 1786 года Грибовский поступил в Военно-походную канцелярию Потемкина во время турецкой войны под началом В. С. Попова.
Во время русско-турецкой войны 1787—1791 гг. Грибовский находился при походной канцелярии. Зимой 1789 года Грибовский сопровождал Потемкина в Петербург. Как человеку, владевшему литературным пером, ему поручено было составление журналов военных действий, по которому составлялись донесения Потемкина Екатерине, а на Ясском конгрессе — обязанности конференц-секретаря. Письмо Грибовского к Державину о смерти Потемкина (5 октября 1791 года) явилось, очевидно, одним из первых известий об этом событии, дошедших до Петербурга.
Неожиданная смерть Потемкина и близость к нему не только не погубили Грибовского, но помогли ему попасть на службу к бывшему сопернику и врагу князя Таврического — П. А. Зубову с рекомендательным письмом от А. А. Безбородко, расположение которого искательный Грибовский быстро сумел заслужить. 14 января 1792 года Грибовский прибыл в Петербург и через четыре дня, переименованный из надворных советников в подполковники Изюмского легко-конного полка, он назначен правителем канцелярии Зубова и скоро сделался его правой рукой. В том же году Грибовский получил земельные наделы на левом берегу Тилигульского лимана (12000 дес.), где возникло село Ташино (Украина), и левом берегу речки Барабой при впадении её в Чёрное море (7500 дес.), оно названо селом Грибовка (Андриановка) Овидиопольского района (Украина).

## Кабинет-секретарь
Императрица узнала и оценила способности и усердие Грибовского и 11 августа 1795 года сделала его своим статс-секретарём по принятию прошений. Кроме того, Грибовский, по заданию императрицы, изучал гражданские законы и церковные уставы для составления нового устава Сената, а также работал над замечаниями на Генеральный регламент Петра I. Грибовский принимал участие в решении ряда политических вопросов (устроение губерний в бывших малороссийских областях; составление штатов запасных батальонов и эскадронов; размещение поселенцев в южных губерниях и т. п.). Ему, в частности, принадлежит текст указа об основании Одессы. Возможно именно к Грибовскому относится известная фраза Екатерины II, сказанная И. И. Шувалову «С тех пор, как из университета люди вошли в дела, я стала понимать приходящие бумаги».
Нередко Грибовский злоупотреблял своим положением. Большие средства, которые имел теперь Грибовский, позволяли ему жить широко, и в Петербурге удивлялись его роскоши и мотовству. Весёлый и общительный, Грибовский любил музыку, имел свой оркестр и сам играл на скрипке Страдивари.

## Опала и банкротство
Со смертью Екатерины II и воцарения Павла I начались злоключения Грибовского: 14 января 1797 года, отрешённый от всех должностей, он был выслан из Петербурга, а в мае посажен в Петропавловскую крепость, вследствие жалоб на пропавшие из Таврического дворца картины и незаконные переселения казённых крестьян.
Уплатив взыскания, Грибовский освободился в начале 1799 года, но на следующий — был отправлен в Шлиссельбург, обвиняемый в продаже казённых земель в Новороссии. 14 февраля 1801 года освобождён из заключения благодаря хлопотам жены, но до смерти Павла I находился под надзором полиции.
После освобождения поселился в своём имении Подольской губернии, Вишневчике, откуда скоро переехал на житье в Москву. Здесь, прежней роскошной жизнью, Грибовский расстроил своё состояние и в 1814 году поселился в уцелевшем у него имении селе Щуров, на Оке, против Коломны. Попытка поправить дела откупами окончилась неудачей, и в 1817 году Грибовский объявил себя несостоятельным. Почти до конца жизни он хлопотал по присутственным местам, чтобы оправдаться от обвинения в злостном банкротстве; процесс окончился в его пользу, но поглотил остатки его состояния.
Умер 28 января 1834 года и погребён в Коломенском Голутвине монастыре. Он не оставил по себе доброй памяти у современников: будучи всего 19-и лет, он растратил деньги; спасённый Державиным, он отплатил ему неблагодарностью; всем обязанный Зубову, он при Павле сделал попытку повредить ему из своекорыстных соображений. В последние годы жизни (1830—1834) Грибовский работал над «Записками», охватывавшими период с 1783 по 1802 годы и передававшими многие черты придворного быта и характеристики важнейших деятелей царствования Екатерины II.

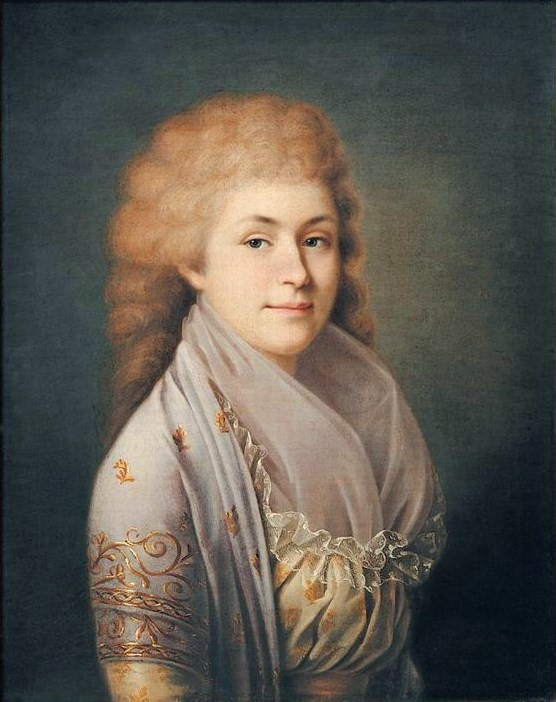
Наталья Акимовна, жена Грибовского

## Семья
Был женат на Наталии Акимовне Чистяковой (ум. 1834), дочери секунд-майора А. Чистякова. Отличалась красотой, была хорошей хозяйкой и любящей женой. В записках Грибовского не раз упоминается, как она заботилась о нём во время его заключения в Петропавловской и Шлиссельбургской крепостях, откуда он был освобождён её стараниями. Почти постоянно жила в имении Вишневчике Подольской губернии и в Щурове, где сама вела обширное хозяйство, под конец совершенно расстроенное разными долгами. Умерла 27 января 1834 года, накануне кончины своего мужа. Похоронена в коломенском Голутвине монастыре. Дети:
- Елена (1794—после 1858), замужем за подполковником Василием Яковлевичем Губерти (1784—1843), позднее городничем в Коломне. Их сын известный московский библиограф и коллекционер Н. Губерти.
- Николай (1795—после 1863), воспитанник училища колонновожатых, служил в драгунском полку, а затем в г. Поти по таможенному ведомству.

## Награды
- Орден Святого Владимира 3-й ст. (22.09.1795)[3]

## Сочинения
- Записки о императрице Екатерине Великой полковника, состоявшего при её особе статс-секретарем Адриана Моисеевича Грибовского (Москва, 1847)
- Собрание разных полученных от главнокомандующих армиями и флотами ко двору донесений: С подлинников присылаемых в Императорскую Академию наук для напечатания в Ведомостях. / Составитель А. М. Грибовский. Санкт-Петербург: При Имп. Акад. наук, 1791—1796.
- Воспоминания и дневники Адриана Моисеевича Грибовского, статс-секретаря императрицы Екатерины Великой, с подлинной рукописью, портретом и снимком почерка. Москва, Университетская типография, 1899 год.
- Смоллет, Тобайас Джордж. Веселая книга, или Шалости человеческия. / С аглинскаго [перевел А. М. Грибовский].